# B-30 (Spanje)
De B-30 is een parallelweg van de autopista AP-7 tussen Barberà del Vallès en Rubí. Deze weg, in het noorden van de agglomeratie Barcelona, heeft een lengte van ongeveer 12 km en is bedoeld voor plaatselijk verkeer dat niet op de AP-7 thuis hoort.
De plaatsen waar deze weg onder andere langs gaat zijn Barberà del Vallès, Sant Cugat del Vallès en Cerdanyola del Vallès. Ook wordt deze weg de derde ring van Barcelona genoemd en heeft het 2x2 rijstroken.

## Traject
- De weg begint ten noorden van Barcelona bij Barberà del Vallès waar het een afsplitsing van de AP-7 is en in 2 richtingen parallel aan deze weg loopt.
- Ter hoogte van Sant Cugat del Vallès is er een splitsing naar de C-16 uit Berga.
- Ten zuiden van Rubí sluit de weg weer aan op de AP-7.